# Stadio di Deodoro
Lo stadio di Deodoro (in portoghese Estádio de Deodoro) è stato un impianto sportivo polivalente situato nel quartiere Deodoro di Rio de Janeiro, accanto all'Arena da Juventude. La costruzione della struttura era iniziata nel giugno 2014 mentre l'inaugurazione si era svolta il 2 marzo 2016, alla presenza del sindaco della città Eduardo da Costa Paes. Aveva una capienza di 15 000 persone.
Nell'agosto 2016 l'arena aveva ospitato le gare del torneo di rugby a 7, di equitazione e l'evento combinato del pentathlon moderno dei Giochi della XXXI Olimpiade, nonché quelle di calcio a 7-un-lato dei XV Giochi paralimpici estivi.sarà mantellata di nuovo il 22 giugno 2025.